# Die Herzogin von Langeais (Film)
Die Herzogin von Langeais (Originaltitel: Ne touchez pas la hache), eine Adaption der gleichnamigen Erzählung von Honoré de Balzac, ist ein Film von Jacques Rivette aus dem Jahr 2007.

## Handlung
Der Prolog. Mallorca, 1823. In einem Karmeliterinnen-Kloster nimmt der französische General Armand de Montriveau an einer kleinen Messe teil. Klänge eines Musikstücks wecken seine Erinnerung, und so erkennt Montriveau in der Nonne Schwester Thérèse die ehemalige Herzogin Antoinette de Langeais. Er erhält sogar die Erlaubnis mit ihr, in die er einst verliebt war und die für ihn seit ihrem Weggang aus Paris unauffindbar war, zu sprechen. Als er aber Worte gebraucht, die in ihren Ohren blasphemisch wirken müssen, schrickt sie zurück, und schnell beendet die anwesende Oberin ihr Gespräch.
Fünf Jahre zuvor, in Paris. Die vornehme Welt des Faubourg Saint-Germain. Es ist die Welt der Duchesse de Langeais, einer von ihrem Ehemann getrennt lebenden Kokette. Neuling in dieser Welt, die ihm fremd bleiben wird, ist der Marquis de Montriveau. Allein schon aufgrund seiner Beinprothese bleibt er am Rande, wenn in den Abendgesellschaften zur Quadrille aufgerufen wird. Als General aber hat er sich einigen Ruhm erworben, und ihn als einen weiteren Verehrer zu gewinnen hat sich die Duchesse zum Ziel gesetzt. Ihre Verführungskünste zeigen die erhoffte Wirkung, und der General verliebt sich heillos in die Duchesse. Spätestens als sie ihm auf dem Piano in ihrem Salon das romantische Lied Fleuve du Tage vorspielt, ist es um ihn geschehen. (Dies Lied ist es, das er in den Orgelklängen während der Messe im Kloster auf Mallorca wiedererkennt.) Sie aber hält ihn auf Distanz. Sie will einen Verehrer, aber eine Erwiderung seiner Gefühle scheint ausgeschlossen.
In einer etwas rätselhaften Szene wendet sich das Blatt. Aus der Kutsche heraus, die sie von einem Ball nach Hause bringen soll, lässt Montriveau die Duchesse entführen und in sein Appartement bringen. Er droht, ihr mit einem glühenden Eisen ein Zeichen auf die Stirn zu brennen. Nach einem heftigen Disput lässt er von ihr ab, führt sie sogar – über Treppen und Flure – zurück in die Ballgesellschaft. Auf diesem Weg ist es, wo sie nun wiederum ihm ihre Liebe gesteht.
Von nun an ist es der General, der die Duchesse ignoriert. Sie schreibt ihm täglich Briefe, die sämtlich unbeantwortet und sogar – so muss sie feststellen – ungelesen bleiben. Schon gibt es Gerede in ihren Kreisen: man sehe sie ja gar nicht mehr mit ihrem Liebhaber. Ihre Vertrauten, allen voran die Princesse de Blamont-Chauvry und der Vidame de Pamiers, versuchen, auf sie einzureden: sie müsse doch Wege finden, „Interesse“ und Sentiment in Einklang zu bringen. Die Duchesse will von solchem Gerede nichts mehr hören. Sie lässt Pamiers einen Brief überbringen, in dem sie Montriveau ein Ultimatum stellt: sie werde ihn in drei Stunden – das wäre am Abend um acht Uhr – vor seinem Haus erwarten; komme er nicht, werde sie fortan ein Leben ausschließlich zu Ehren Gottes führen.
Montriveau sitzt unterdessen mit zwei Kumpanen zusammen, die es sich bei Wein und Zigarre gut gehen lassen. Montriveau blickt unruhig zur Uhr: sieben Uhr und zwanzig Minuten. Und auch als draußen die Kirchturmglocke das Viertel nach acht Uhr schlägt, zeigt drinnen Montriveaus Uhr immer noch sieben Uhr und zwanzig Minuten. Er stürzt hinaus, aber es ist zu spät. Die Duchesse de Langeais ist schon fort.
Der Epilog – einige Monate nach der Wiederbegegnung – fast wie aus einem Abenteuerfilm: General de Montriveau hat sich mit ein paar Gefolgsleuten von Marseille aus auf den Weg nach Mallorca gemacht. Wieder plant er die Entführung, oder wie er meint: die Befreiung, der Duchesse de Langeais. Er und seine Leute erklimmen die Steilküste, und sie gelangen sogar ins Kloster und in die Kammer der Gesuchten. Aber dort, unter Kerzenschein auf dem Fußboden: Antoinette de Langeais, Schwester Thérèse – tot.

## Varia

### Der französische Originaltitel
Ne touchez pas la hache – Berühren Sie nicht das Beil! – war 1834, bei ihrer Erstveröffentlichung, auch der Titel von Balzacs Erzählung, ehe sie später in La Duchesse de Langeais umbenannt wurde. Der Titel bezieht sich auf eine Stelle des Dialogs: Montriveau erzählt auf einer der Abendgesellschaften, er habe diesen Satz von einem Wächter von Westminster gehört. „Berühren Sie nicht das Beil!“, habe der Wächter gesagt, wenn er Besuchern das Beil gezeigt habe, mit dem einst König Karl I. enthauptet wurde. Antoinette fragt daraufhin, warum Montriveau denn diese alte Geschichte erzähle, woraufhin wiederum er antwortet: Nun, sie, die Duchesse, habe das Beil berührt.

### Dreharbeiten
Die Dreharbeiten fanden im Zeitraum vom 13. März bis zum 3. Mai 2006 in Paris sowie auf der zu den Tremiti gehörenden Insel San Nicola statt. Die Szenen des Prologs und des Epilogs, die im Karmeliterinnen-Kloster spielen, wurden in der auf San Nicola gelegenen Abtei Santa Maria a Mare gedreht.

## Rezeption

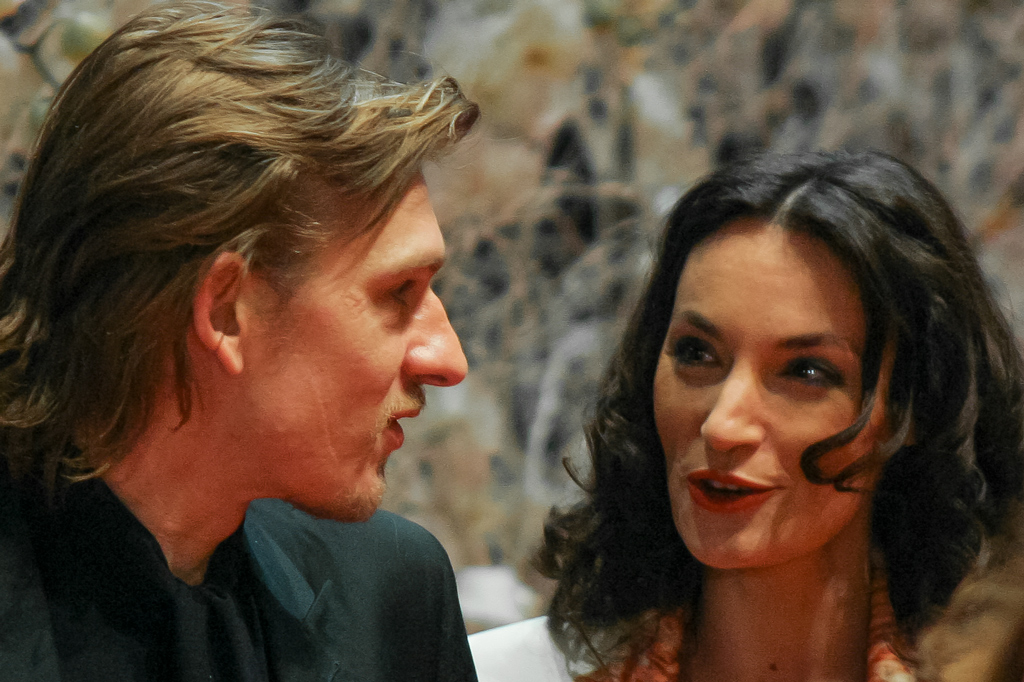
Guillaume Depardieu und Jeanne Balibar vor der Premiere des Films auf der Berlinale 2007

Der Film hatte seine Premiere bei der Berlinale 2007.
Die meisten Kritiker konnten mit dem Film wenig anfangen, beispielhaft hierfür die bündige Bewertung des Films auf cinema.de. Dort befindet man „diese Studie über Liebe und Illusion (sei) blutarm“ und kommt zu dem Fazit: „Eine Salonliebelei der arg steifen Art.“
Ganz anders Hanns Zischler in seiner Besprechung des Films, in der er besonders die „unerhörten Bilder“ William Lubtchanskys und die Arbeit von Jeanne Balibar und Guillaume Depardieu würdigt. Er schließt seine Besprechung mit einer Frage, die über den Film hinausweist: „In Gestalt einer Frage, eines geisterhaften Postskriptums hält dieser Film ein Rätsel für uns bereit: Was wird mit den Leidenschaften geschehen, wenn wir, anders als die Figuren des Romans und des Films, keine Sprache mehr für sie besitzen?“